# Union des étudiants communistes
Pour les articles homonymes, voir UEC.
 (août 2020).
- Si vous ne connaissez pas le sujet, laissez ce bandeau (vous pouvez alors contacter les auteurs).
- Si vous supprimez le contenu mis en cause (vous pouvez préalablement contacter les auteurs),

argumentez précisément cette suppression dans la page de discussion
(un manque de référence n'est pas un argument ; une recherche réelle de référence doit avoir été effectuée, être formellement documentée).
L'Union des étudiants communistes (UEC) est une organisation politique étudiante française, branche étudiante du Mouvement jeunes communistes de France (MJCF). Elle a été fondée pour la première fois en 1939, succédant à l'Union des lycéens et étudiants communistes (fondée un an plus tôt), puis dissoute après la guerre. Elle fut recréée en 1956, en même temps que le MJCF.
L'UEC est autonome par rapport au PCF, bien qu'elle en soit proche. Elle entretient avec lui des échanges politiques, notamment sur les questions étudiantes. Elle s'organise en secteurs, par université, et est dirigée par un collectif national, élu lors du congrès du MJCF, et renouvelé lors des Assemblées nationales des animateurs, réunies tous les ans. Une coordination nationale anime l'organisation.

## Histoire

### Des étudiants socialistes révolutionnaires à l'UEC: 1920-1939
L'UEC, si elle a été fondée en 1939, est issue d'un grand nombre de groupes étudiants, aux effectifs et à la durée de vie plus ou moins importants, dont les plus anciens remontent tout à la fin du XIXe siècle. Cependant, on peut dater l'émergence du mouvement étudiant communiste à 1920, en parallèle avec la création de la jeunesse communiste et du Parti communiste français. Comme pour ces deux organisations, c'est la question de l'adhésion à la IIIe Internationale qui aboutit à sa création.[source insuffisante]

#### Les Étudiants socialistes révolutionnaires
Parmi les groupes étudiants notables dont est issue l'UEC, on trouve notamment les Étudiants socialistes révolutionnaires, dont Philippe Robrieux note que les adhérents n'étaient « ni tous étudiants, ni tous socialistes révolutionnaires au sens commun du terme, mais souvent anarchistes » (une grande partie était issue des Étudiants socialistes révolutionnaires internationalistes, groupe à dominante anarchiste). Ce groupe adhère à la IIIe Internationale lors de son congrès, le 12 juillet 1920, soit quatre mois avant la création de la Jeunesse communiste et cinq mois avant la création de la SFIC (le futur PCF) au congrès de Tours. Il devient alors les Étudiants collectivistes révolutionnaires et compte parmi ses membres Nguyễn Sinh Cung, plus tard connu sous le nom d'Hô Chi Minh.
Après la création de la Jeunesse communiste, puis de l'Internationale communiste des jeunes (ICJ), l'ICJ estime que l'existence d'un mouvement étudiant indépendant du mouvement de jeunesse n'est pas une forme d'organisation pertinente : elle absorbe alors l'Internationale des étudiants communistes alors que les étudiants communistes français sont appelés à rejoindre la JC. Les étudiants ne sont cependant pas la priorité de la nouvelle JC : la France ne compte en 1920 que 50 000 étudiants, très majoritairement issus de la bourgeoisie. Le milieu universitaire est très hostile aux communistes, et les groupes de droite, notamment liées à l'Action française, y sont très présents. La présence communiste au sein des universités s'affaiblit de façon importante, et reste faible jusqu'au début des années 1930 : le poste de responsable des étudiants disparaît d'ailleurs rapidement de la direction de la JC.[source insuffisante]

#### Clarté universitaire
En 1922, Georges Cogniot, élève à l'École normale supérieure, fonde le groupe Clarté universitaire. Il se place sous les auspices de Paul Vaillant-Couturier et de Henri Barbusse. Le groupe Clarté universitaire existe encore en 1925, mais ce n'est pas au sein de celui-ci que militent à ce moment-là les étudiants sorbonnards Henri Lefebvre, Norbert Guterman, Georges Politzer, mais au groupe « Philosophie », qu'ils créent en 1924. On perd ensuite la trace de ce groupe Clarté universitaire. Quand il arrive à Paris, pour entrer à l'École normale supérieure, en octobre 1925, Jean Bruhat n'évoque aucune organisation étudiante communiste. Il n'existe dans l'école qu'un fort groupe d'étudiants socialistes, animé en particulier par Georges Lefranc. Les étudiants de sensibilités plus à gauche, moins d'une dizaine (dont le géographe Jean Dresch) adhèrent à la CGTU. Même si l'École normale supérieure constitue un monde à part dans le milieu étudiant, quand en 1927 Bruhat adhère à une organisation politique, c'est au Parti communiste qu'il adhère et non à une organisation étudiante.

#### L'Union fédérale des étudiants
De nombreux étudiants communistes se rassemblent aussi au sein de l'Union fédérale des étudiants qui existe de 1926 à 1938. La plupart des membres de cette organisation étaient membres de cellules (locales ou d'entreprise) du PCF ou sympathisaient avec le communisme.

#### Vers une organisation communiste des étudiants
Cependant, la première étape de la création d'un mouvement étudiant communiste, stricto-sensu, est le Congrès mondial des étudiants contre la guerre et le fascisme, organisé à Bruxelles en décembre 1934, un an après le Congrès mondial de la jeunesse de Paris. Parallèlement, la direction de la JC compte de nouveau un responsable des étudiants en la personne d'Aimé Albert en 1935, poste qui est transformé en « secrétaire aux étudiants » au congrès de Marseille de la JC, en mars 1936. En 1937, les différents groupes d'étudiants communistes se structurent à l'aide d'un « secrétariat national des étudiants communistes de France ». Les étudiants publient également leur premier journal, Relève. L'étudiant en philosophie Pierre Hervé en est responsable.[source insuffisante]

#### 1939: les «Étudiants communistes de France»
La conférence nationale constitutive de l'Union des Étudiants communistes de France se tient les 1er et 2 avril 1939 : elle est accueillie par la municipalité communiste d'Ivry-sur-Seine. Une centaine de délégués représentants 25 groupes de toute la France, siègent jusqu'à une séance de nuit le deuxième jour. La première séance est présidée par Maurice Laban, étudiant en sciences et ancien lieutenant des Brigades internationales, assistée d'une représentante des étudiants communistes d'Espagne et d'un lycéen communiste. Plusieurs rapports y sont discutés. Le premier, de politique générale, émane de Robert Faure, âgé de 21 ans, ancien élève de mathématiques spéciales, secrétaire de l'Union des étudiants pour le redressement de la France. Un deuxième rapport est présenté par Jean Daudin, étudiant-chercheur en sciences physiques s'attache aux conditions matérielles des étudiants. Le troisième rapport a trait à l'organisation. Son auteur est Francis Cohen, principal relais de la mémoire de cette conférence, par son témoignage livré en 1964. Âgé de 25 ans, étudiant en sciences naturelles (à noter la prééminence des scientifiques parmi les premiers leaders du communisme étudiant) Francis Cohen, dont les chiffres ne figurent pas dans le compte-rendu fait par L'Humanité de l'époque, présente l'organisation étudiante telle qu'elle est en 1939. Elle compte alors 950 adhérents, dont 350 lycéens des « grandes classes », et des groupes dans toute la France, notamment à Paris, Toulouse, Grenoble et Strasbourg.[source insuffisante]
Le principal combat de ces groupes est alors la lutte contre le fascisme, dans un contexte difficile lié aux accords de Munich et au pacte germano-soviétique. L'Union des étudiants communistes devient au début de la guerre l'Union des étudiants et lycéens communistes, rejointe par les lycéens issus du Congrès des lycéens anti-fascistes. L'Humanité ne publie pas en 1939 la liste des membres de la direction des Étudiants communistes de France, issue de la Conférence nationale. Elle est nommée par le seul témoignage de Francis Cohen, vingt-cinq ans plus tard. Mais si celui-ci cite Pierre Hervé parmi les membres de cette direction, il fait l'impasse sur le fait que Pierre Hervé (exclu du PCF en 1956) aurait été le secrétaire national de la jeune organisation. Âgé de 26 ans, diplômé de philosophie, Pierre Hervé est membre du Comité national des Jeunesses communistes.

### Les étudiants et lycéens communistes de 1940 à 1945
L'UEC est en pleine structuration quand la guerre est déclarée. Il semble, en consultant les biographies publiées, portant sur les étudiants et plus largement les jeunes communistes, que ce soit plus la mobilisation militaire que les défections militantes pour désaccord politique (Pacte germano-soviétique), qui désorganise l'UEC, de septembre 1939 - à l'été 1940. La prudence impose d éviter ici toute schématisation. Entre l'attitude publique, et le jugement qu'on garde pour soi, le hiatus peut exister. Cependant on constate : sur les douze membres du Bureau national de l'Union des étudiants communistes de France, élus en 1939, deux sont fusillés par les Allemands, un autre est déporté à Auschwitz :
- Yvon Djian, arrêté le 18 juin 1942, « pour activités communistes clandestines », est fusillé le 18 août 1942[22], à l'âge de 23 ans.
- Pierre Lamandé, ingénieur agronome, devenu responsable FTP, est fusillé par les Allemands le 6 octobre 1943. Datées du même jour, de la prison de Fresnes, les émouvantes dernières lettres à son épouse et ses deux enfants sont publiées en 1958, sans que la notice introductive renseigne sur son âge et son parcours[23].
- Olivier Souef, arrêté après la manifestation du 13 juillet 1941 à Paris est déporté à Auschwitz, dans le convoi du 6 juillet 1942 (un convoi transportant quasiment que des « triangles rouges », 1 175 détenus communistes), y meurt le 9 août 1942, à l'âge de 21 ans[24].
La biographie des autres membres de la direction de l'UEC, comporte pour ceux dont elle est renseignée, une participation à la Résistance. Pierre Hervé, Emma Choury, Francis Cohen, Jean Daudin, Robert Faure, Maurice Laban, Yves Moreau[25].

D'autres étudiants prennent le relais à partir de 1940 pour faire vivre l'UEC. La direction parisienne de l'organisation (Francis Cohen, François Lescure, Suzanne Djian) contribue au succès de la Manifestation à l'Étoile, en novembre 1940. Suzanne Djian, sœur d'Yvon Djian demeure dans le triangle de direction des étudiants communistes parisiens, où elle côtoie deux autres jeunes militants, Léon Lavallée et Noel. Mais à la fin de l'année 1940 et au cours des années 1941-1942, la répression des menées communistes par une police française avertie et efficace enregistrent des pertes humaines qui anéantissent un temps les organisations étudiantes et plus largement la Jeunesse communiste. Albert Ouzoulias recense ceux qui prennent part aux actions à l'Université de Paris à l'hiver 1940.
La plupart des noms se retrouvent dans les mémoriels des fusillés, torturés et déportés. Les doubles survivants à la police française et allemandes, aux prisons et aux camps de concentration, sont rares : (Pierre Daix de Mauthausen, Jorge Semprún, de Buchenwald, André Rossel-Kirchen. Deux étudiant et lycéen sont fusillés le 22 octobre 1941 à Châteaubriant : Guy Môquet, 17 ans et Claude Lalet, 21 ans, responsable du secteur Lettres de l'UEC de Paris en 1940. Ancien responsable lyonnais des étudiants communistes (ou de l'UFE) vers 1936, Huỳnh Khương An, 29 ans, originaire de Saïgon, les accompagne dans la mort. Les longues listes des fusillés de 1942, condamnés ou otages comprennent des lycéens et étudiants : Christian Rizo, 20 ans, Bernard Kirchen, 21 ans, Tony Bloncourt, 21 ans, Karl Schönhaar, 17 ans, Gilbert Bourdarias, 18 ans.
Le recensement des martyrs montre que la résistance n'est pas une spécificité communiste dans le milieu universitaire. Citer ici le nom des Cinq martyrs du lycée Buffon ne vise pas à les embrigader. Mais devenus clandestins à la suite de la manifestation qu'ils organisent le 16 avril 1942, c'est au sein des FTP qu'ils agissent. Arrêtés en juin 1942, Jacques Baudry, 21 ans, Jean Arthus, 18 ans, Lucien Legros, 19 ans, Pierre Grelot, 20 ans ; arrêté, quant à lui, en août 1942, alors qu'il dirige un maquis d'étudiants FTP, Pierre Benoît, 18 ans : tous les cinq sont fusillés le 8 février 1943. Pierre Benoît, dans le dernier message qu'il destine à ses parents, écrit : « J'ai lutté pour une vie meilleure ».
Tout montre la dureté de la traque menée par la police française. La répression freine les activités propres au milieu étudiant. Ainsi, le lycéen Thomas Elek, élève au lycée Louis-le-Grand, à Paris, abandonne-t-il ses études en 1942 pour des activités de Résistance armée. Membre des FTP-MOI, il a 19 ans quand il est fusillé, le 21 février 1944, avec ses camarades de l'« Affiche rouge ». Cette affiche crédite Elek « juif hongrois » de « 8 déraillements » de trains. Il n'empêche pas qu'en 1943-1944, des jeunes prennent le relais. La perspective du Service du travail obligatoire alimente les maquis. Chez les étudiants, retenus par les examens, l'année universitaire 1944 s'achève pour certains avec l'annonce de la suppression du concours d'entrée à l'École normale supérieure. L'UEC existe en 1944 à Lyon, reprend vie à Paris. Bien des étudiants s'engagent dans les combats de la Libération, dont beaucoup se réclament d'un communisme probablement peu orthodoxe, fantasmé mais portant ce nom. Ils ne sont pas les seuls à s'engager.
La plupart des mouvements de Résistance, en 1944 recrutent parmi les jeunes. Pour ce qui est des communistes, ils sont sous représentés dans le milieu étudiant... et ceux-ci sont en retour peu nombreux dans la Résistance connotée « communiste ». Ainsi, selon le recensement que fait l'historien Michel Pigenet des volontaires engagés dans la « colonne Fabien », formée lors de la Libération de Paris, seulement 2,7 % d'entre eux se déclarent « étudiant ».
Issus d'un milieu déjà politisé, ou politisés eux-mêmes précocement, certains sont soldats ou officiers le temps de la Libération venue, tels le physicien Jean-Pierre Vigier, le géographe André Prenant, celui-ci dans l'unité du Colonel Fabien, dont il vient d'être question, l'étudiant philosophe Jean Pronteau. Ce dernier est responsable parisien des Forces unies de la jeunesse patriotique (FUJP) en 1944. Il participe à la Libération de Paris, et sous le pseudonyme « Cévennes » prend la parole en octobre 1944 au palais de Chaillot au premier grand meeting tenu par les Forces unies de la jeunesse patriotique. Il est ensuite happé par la politique. On peut noter parmi les revendications portées dans une « charte de la Jeunesse », détaillées à Chaillot :
- scolarité obligatoire jusqu'à 17 ans
- présalaire aux étudiants
- gratuité générale de l'Enseignement
- Cours de rattrapage pour les étudiants ayant vécu dans la clandestinité
- Vote à 18 ans pour les jeunes gens et les jeunes filles[36].

L'UEC reprend vie. Les 19-20 octobre 1944 se tient la première assemblée nationale de la Jeunesse communiste. Parmi les responsables qui interviennent, Pierre Kast, « responsable national des Étudiants communistes » de la Libération jusqu'à l'été 1945 :
- « Les étudiants peuvent participer à l'effort de guerre de la nation en donnant à l'armée les officiers dont elle a besoin »[38].

Parmi les responsables de l'UEC en 1944-1945, on retient l'historien Jean Poperen, le philosophe Guy Besse. Mais la transformation en 1945 de la Fédération de la Jeunesse communiste en une Union de la jeunesse patriotique de France semble pour plusieurs années avoir dissuadé les étudiants se réclamant du communisme d'y militer. Comme vers 1925, ils intègrent directement les cellules du Parti.

### L'Union de la jeunesse républicaine de France et les étudiants, 1945 - 1956
L'UJRF est créée en mars 1945. Une organisation des étudiants en son sein existe dès cette date. Annie Kriegel est une des responsables parisiens des « Étudiants communistes » à partir de septembre 1945. Elle écrit : « À Paris les étudiants communistes (EC) étaient partagés en deux secteurs : le secteur étudiant (cercles de faculté et grande école) le secteur lycéen ». Parmi les militants qu'elle croise figure... Guy Besse et Jean Poperen, alors agrégatif d'histoire.
Mais l'UJRF, imposée dans le cadre d'une politique d'union patriotique, évacue le marxisme de son champ idéologique. Peu enthousiastes les étudiants communistes militent directement au Parti communiste français. C'est la raison pour laquelle la fédération de la Seine du PCF décide au printemps 1947 de publier un journal s'adressant aux étudiants. Le titre en est Clarté. Annie Kriegel est une des trois responsables (directrice), avec deux étudiants d'origine alsacienne, Artuhr Kriegel et Jacques Hartmann. Du 9 décembre 1947 à mai 1949, seize numéros de ce Clarté des étudiants communistes parisiens sont publiés. L'équipe change en 1949 et comprend notamment le futur sociologue Michel Verret. Parmi les étudiants qui participent à la rédaction ou à la diffusion de ce journal, fédérateur de l'essentiel de l'activité des étudiants communistes, Annie Kriegel nomme les historiens Emmanuel Le Roy Ladurie, François Furet, Jean-Jacques Becker, le médecin guadeloupéen Henri Bangou, l'avocat Jacques Vergès.
Le début des années 1950 semble être fatal à cette organisation des étudiants communistes, autonome de l'UJRF.
 Nonobstant un responsable « étudiant » appartient, à partir de 1952, semble-t-il, au Bureau national de l'UJRF. Il s'agit de l'étudiant historien Jean Elleinstein, qui en 1956 assure la transition de l'UJRF, branche étudiante, en Union des étudiants communistes de France (UECF).

### L'UEC de 1956 à 1968
La réactivation de l'UEC est entérinée au congrès du Havre du Parti communiste français, réuni en juillet 1956. En octobre de cette année 1956, à l'issue d'une assemblée d'une cinquantaine d'étudiants venu de quinze universités de province et de la plupart des facultés parisiennes, est mis en place un Bureau national provisoire. Un étudiant en architecture, qui assumait auparavant la fonction de rédacteur en chef de Clarté tient le rôle de secrétaire national : Serge Magnien. Il est aidé dans sa tâche par un permanent Serge Depaquit, qui sous le titre de secrétaire administratif va diriger l'organisation, en « tandem » avec les secrétaires généraux successifs : Serge Magnien, Jean Deroche, Claude Deydié (en 1957), Claude Kastler (1958-1959), Philippe Robrieux (secrétaire général de l'UEC en 1959-1960) et Jean Piel (1961-1962) jusqu'au début des années 1960. Depaquit resta par la suite une influence importante de l'UEC, voire son « éminence grise » qui apporte son expérience aux jeunes militants.

#### Une pléiade de jeunes intellectuels
Autour de 1960, on trouve également dans le bureau national de l'UEC, Jeannette Pienkny (1958-1960, elle rejoindra la JCR en 1966 puis la LCR), André Senik (membre du bureau national en 1959, exclu en 1965), Jean Schalit (membre du bureau national de 1959 à 1962), Bernard Kouchner (membre du bureau national en 1964, en même temps que Pierre Kahn, exclu en 1965, et que Roland Castro, qui rejoignit l'UJC(ml) en 1966 avant de devenir un architecte-urbaniste célèbre). Schalit anima Clarté, journal des étudiants communistes, jusqu'en 1964, date à laquelle cette responsabilité échue à Henri Vacquin.
Depuis 1956, l'activité de l'Union des étudiants communistes est supervisée par Roger Garaudy, membre du Bureau politique du PCF, qui est officiellement le directeur de Clarté. Mais Roger Garaudy est responsable d'une autre pièce maîtresse du Parti : les rapports avec les églises et le dialogue avec celles-ci mobilise aussi sa forte activité éditoriale. Ce sont les responsables du secteur jeunesse et du secteur des intellectuels, qui en commun avec le secrétaire général du Mouvement de la jeunesse communiste de France Paul Laurent « suivent » l'UECF. Mais les actions des étudiants communistes contre la guerre d’Algérie leur font côtoyer Laurent Casanova qui est chargé par le bureau politique de suivre le Mouvement de la Paix.
Avec Casanova et contre Maurice Thorez et la direction du parti, le journal Clarté soutient le tournant pris par le nouveau dirigeant soviétique Nikita Khrouchtchev, en particulier la critique du stalinisme. Avec l'appui de Casanova, l'UEC soutient également l'action de UNEF contre la guerre d'Algérie malgré l'hostilité du couple Thorez-Vermeersch. En 1961, après l'Affaire Servin-Casanova qui voit la mise sur la touche du protecteur des étudiants, le nouveau secrétaire de l'UEC, Jean Piel, sur les conseils de Serge Depaquit, feint de faire l'autocritique de l'UEC afin de permettre aux jeunes de conserver le contrôle de l'UEC : le bureau national de l'UEC reste avec ses secrétaires généraux Alain Forner (1963-1964) puis Pierre Kahn (1964-1965) sur des positions dites « pro-italiennes » jusqu'à la reprise en main définitive en 1965 lors du VIIIe congrès de l'UEC à Montreuil. Pendant cette période, c'est Roland Leroy qui est chargé par le bureau politique de suivre les étudiants. En 1965, Guy Hermier devient secrétaire général.
De nombreux étudiants de gauche ont milité à l'UEC, qui rassemblait des courants hétéroclites, étant bien plus qu'une simple « courroie de transmission » du PCF. Parmi eux et outre les précités, Régis Debray (part pour l'Amérique latine en 1963 et deviendra, avec Che Guevara, le fondateur de la théorie du foco révolutionnaire) Henri Weber (animateur du secteur Lettres de l'UEC en 1964), Robert Linhart (chef de file du courant « althussérien », fondateur de l'UJC(ml) en 1966), Serge July (militant à l'UEC en 1963, rédacteur à Clarté, vice-président de l'UNEF en 1965), Pierre Goldman (militant de l'UEC en 1963, responsable du service d'ordre avec Yves Janin ; assassiné en 1979), Jean-Louis Peninou (a soutenu le FLN en 1961, animateur de la « gauche syndicale » à l'UNEF), Jean-Marc Salmon (chef de file du courant « structuriste » en 1964, il participera à l'UJC(ml)), Jean-Pierre Le Dantec (militant à l'UEC de 1963 à 1965, responsable de l'UEC(ml) en 1967, directeur de l'École d'architecture de La Villette dans les années 2000), Michel-Antoine Burnier (cofondateur d'Actuel en 1968), Étienne Balibar (philosophe, qui écrira Lire le Capital avec Althusser et d'autres), Frédéric Bon, Prisca Bachelet, Jean-Marc Lévy-Leblond (aujourd'hui physicien), Marc Kravetz ou Jean-Marcel Bouguereau (journalistes), etc.
Les tendances et membres désignés comme « droitiers » par l'UEC sont exclus en 1965 (Pierre Kahn, André Sénik, etc.) et « trotskistes »" en 1965 (dissolution du secteur Lettres Sorbonne qui refuse de soutenir la candidature de François Mitterrand à la présidentielle ; ils seront particulièrement actifs dans la révolte étudiante de mai 68. Les exclusions ont pour raison principale soit l'adhésion de membres (comme Alain Krivine) aux idées trotskistes, critiquant et rejetant durement le stalinisme et ses dérivés, qui aboutit à la formation de la Jeunesse communiste révolutionnaire (JCR, trotskistes). Soit la rupture avec l'URSS de membres qui préféraient soutenir le maoïsme et la Chine, créant ainsi l'Union des jeunesses communistes marxistes-léninistes (UJC (ml), maoïstes). L'UJC(ml) absorbe la plus grande partie des adhérents de l'UEC du secteur de l'École normale supérieure (ENS, rue d'Ulm à Paris).

#### Les principaux thèmes d'intervention dans les années 1960
La guerre d'Algérie est jusqu'en 1962 un des éléments structurants de l'action de l'UECF. Elle l'est dès 1957, puisque le premier secrétaire national de l'organisation naissante choisit le refus de servir en Algérie : 177 soldats de son régiment signèrent une lettre au président de la République explicitant leur choix. Régulièrement le nom de Serge Magnien est mis en avant dans les colonnes de Clarté. Ainsi Arthur Giovoni titre : l'Image fidèle de la jeunesse française un article sur le geste de Magnien et de ses camarades. Puis il termine en dressant une liste de 5 sapeurs emprisonnés. Six numéros plus tard, ce sont 24 noms qui sont mis en exergue. Parmi eux l'étudiant Serge Magnien, deux autres étudiants (Claude Bardinet, des Beaux-arts, et Jérôme Renucci). Mais outre le petit nombre de cas à défendre, on est loin d'une campagne massive de l'UEC. Le temps passant, la guerre s'éternisant, le mot d'ordre Paix en Algérie prend de l'audience. Les étudiants sont particulièrement sensibles, car au bout des études les sursis cessent. De plus la guerre se poursuit là bas alors que la plupart des pays colonisés, en Afrique, accèdent à l'indépendance.
En novembre 1960 l'UEC répond favorablement à l'UNEF, pour organiser une journée de lutte contre la Guerre d'Algérie. Était inclus le soutien aux insoumis qui refusant la guerre désertaient, et le soutien à ceux qui publiquement, dans un manifeste dit des « 121 » s'associaient aux insoumis. Or au niveau de son groupe dirigeant le Parti communiste français refusait cette forme d'action. Des intellectuels communistes (Arthur Adamov,Édouard Pignon, Madeleine Rebérioux, Jean-Pierre Vernant, René Zazzo et quelques autres s'y associaient pourtant, au risque de se voir désavoués. Ils côtoyaient en effet un nombre important d'anciens communistes exclus, déçus, démissionnaires (tels Pierre Kast, ancien dirigeant de l'UEC, Marguerite Duras, Claude Roy), et plusieurs « bêtes noires » idéologiques, dont Jean-Paul Sartre. Finalement la journée de lutte contre la guerre se réduisait à un meeting commun qui fut un succès.
L'UEC recrute ensuite au sein du Front universitaire antifasciste, fondé en 1961, qui réunissait des militants de la gauche de l’UEC mais comprenait aussi en son sein un certain nombre d’étudiants du PSU et de la Jeunesse étudiante chrétienne. Les deux dernières années de la guerre, où convergent la montée de la lutte des Algériens en France, l'aspiration croissante à la paix d'une population peu désireuse d'envoyer ses enfants au « casse-pipes », aspiration décuplée chez les étudiants, la politique gaulliste elle-même évoluant entre 1958 et 1962, sont aussi marquées par la radicalisation des forces répressives (Journée du 17 octobre 1961, massacre au Métro Charonne) et des ultras de l'Algérie française. Pour l'UNEF, comme pour l'UEC la maîtrise du territoire universitaire face aux groupements d'extrême droite se poursuit après la fin de la guerre. Les affrontements nécessitent l'organisation de « services d'ordre », comme le raconte dans les années 1963-1965 Pierre Goldman, qui dirigera celui de l'UNEF :
- Je participe aux discussions et polémiques idéologiques. Je m'exerce aux subtilités du débat marxiste. Je parle. Et rapidement je m'oriente vers l'organisation de la lutte contre l'extrême droite. (…) C'est ce qu'on appellera le service d'ordre de l'UEC. On attaque les distributeurs de tracts fascistes et monarchistes. En retour ils nous attaquent.

La défense de l'Université est évidemment une préoccupation des étudiants communistes. En octobre 1959, Clarté titre « Grève pour l'Université ». La période menant de 1958 à 1968 voit se peupler des résidences universitaires, celle d'Antony, « à 15 minutes du Luxembourg », ouverte à partir de 1956, compte plus de 3 000 résidents, étant emblématique au début des années concernées, celle de Nanterre prenant le relais en 1967-1968. L'UEC y est présente. Elle ne dédaigne pas l'alimentaire. Ainsi à la faculté d'Orsay qui ouvre en 1960 est-il constaté que la technique dernier cri y est, un accélérateur de particules, mais qu'il y manque un élémentaire « café-bar » (on dirait plus tard « cafétéria »).

### L'évolution dans les années 1960

#### Le prestige découlant de la guerre d’Algérie
À la rentrée 1959, l’UEC compte 2 189 adhérents et diffuse près de 5 000 exemplaires de Clarté, contre environ 2 600 en février 1957. Près de la moitié sont dans 23 villes universitaires de province (Marseille : 112 ; Lyon : 100 ; Grenoble : 81 ; Lille : 81 ; Bordeaux : 72 ; Toulouse : 90). Il y a 1 156 adhérents à Paris (260 en Lettres, 190 dans les ENS, 189 dans les «prépas » des lycées, 170 en Sciences, 180 en Santé, 75 en Droit/ Sciences-Po, 52 en Grandes écoles, 40 aux Beaux-Arts).
Lors de la guerre d’Algérie, l’UEC a tiré prestige de sa stratégie de Front universitaire antifasciste (FUA) créé par la gauche radicale, mais que lui reprochent les dirigeants du PCF avant d'être obligé de s'y rallier de manière provisoire en 1962.

#### La crise de l'UEC de 1961
En février 1961, le limogeage de deux avocats des thèses kroutchéviennes, Marcel Servin et Laurent Casanova (responsable des intellectuels) déclenche la "crise de l’UEC". Jean Piel succède à Philippe Robrieux en décembre 1960, lors du 4e congrès, période d'aggravation de la « crise de l’UEC », qui culmine au 6e congrès, fin 1963, qui adopte un programme spécifique à l’UEC, proche des thèses italiennes.
Pour contrer l’UEC, la direction du Parti communiste met en place, sous la direction de Roland Leroy, une commission réunissant Jacques Chambaz, Pierre Juquin, Jean Burles, François Hilsum et Jean Gajer. Elle accuse les dirigeants de l’UEC de s’effacer derrière l’UNEF, sur le contenu «petitbourgeois » du journal Clarté, qui consacre des articles à l’amour et la drague. Le PCF suscite ou encourage les réactions négatives d’étudiants qui désapprouvent tant l’initiative que le contenu, en leur donnant une place conséquente dans sa presse.
Au même moment ou peu avant, les jeunes protestants qui animent Le Semeur (journal), très engagés dans le progressisme et le tiers-mondisme et la Jeunesse étudiante chrétienne subissent, chacune de leur côté, une reprise en main aussi.

#### Le nouveau climat à partir de 1963
À partir de 1963, l’Union des étudiants communistes connaît un véritable débat avec des textes opposés, des courants et surtout, aux congrès de l’UEC, discussions et répartitions des postes en fonction de ce que l’on peut considérer comme des tendances, ce qui était jusque-là inédit et atypique dans les organisations liées au Parti communiste. Contrairement à ce qui a pu être vécu par des prédécesseurs,
les séparations consécutives aux exclusions et départs ne sont plus ressenties comme des drames.
Jean-Louis Peninou, qui était devenu en 1963-1964 président, la FGEL, tenta d’occuper la Sorbonne le 21 février 1964 pour en interdire l’accès au ministre de l‘Éducation nationale. L’échec de l’opération affaiblit l'UNEF et isola quelque peu la FGEL au sein de l’UNEF, même si Jean-Louis Peninou entre avec Marc Kravetz au bureau national de l'UNEF, en juillet 1964, au prix d'un renversement d'alliance, en passant au même moment, opportunément, du PSU à l'UEC. Six mois après, tous deux démissionnent, en janvier 1965, du bureau de l'UNEF, faute de pouvoir imposer leur stratégie. Dans la foulée de leur échec, les dissidents, bien que majoritaires dans de grandes universités comme la Sorbonne, sont balayés au congrès d'avril[réf. nécessaire].

#### Les7eet8econgrès de Palaiseau et Montreuil
À partir du 7e congrès de Palaiseau, du 5 au 8 mars 1964, les dirigeants de Clarté se voient accusé d'avoir dépensé sans trop compter. Les imprimeurs réclament leur dû.
La mise en faillite amène la création d'un nouveau journal, Le Nouveau Clarté, lancé en avril 1965 après le 8e congrès (Montreuil, 4 au 8 mars 1965), dirigé par Serge Goffard et Guy Hermier, avec comme rédacteurs Herbert Axelrad, Robert Linhard, Tiennot Grumbach, Michel Jouet. Ce nouveau journal est placé sous la tutelle politique du parti communiste, dont la direction a repris le contrôle lors du congrès de Montreuil, portée par des soutiens plus fermes à l'international, Léondi Brejnev ayant succédé à Nikita Khrouchtchev en URSS[réf. nécessaire]. L’«allocation d’études pour tous», revendication montante et récurrente, est remplacée par une «allocation d’études pour ceux qui en ont besoin», attribuée sur critères sociaux et universitaires.
La crise s'aggrave quand le Parti communiste soutient dès le 1er tour de l’élection présidentielle de septembre 1965, François Mitterrand, dénoncé par le « secteur Lettres de Paris » de l’UEC comme responsable de la mort du militant communiste algérien Fernand Iveton, pendant la guerre d’Algérie, une critique reprise par la radio et la presse «bourgeoises ». Ulcérée, la direction nationale de l’UEC propose sa dissolution lors du comité national de Dugny en janvier 1966, marqué par des affrontements physiques. Le secteur ENS (Robert Linhart, Christian Riss) et le secteur Droit (Ben Soussan, Hayman) condamnent la déclaration du secteur Lettres mais refusent cette dissolution.

### L'Union des étudiants communistes de 1968 à 1975

#### Les hommes
L'UEC est considérablement affaiblie quand surviennent les événements de 1968 dans les universités. Se situant clairement en convergence avec l'analyse du Parti communiste français, l'UEC semble inaudible par le mouvement étudiant. Pourtant, loin des feux médiatiques, les événements de mai 1968 sont l'occasion d'un relais générationnel. Les étudiants en première année universitaire 1967-1968 doivent faire face à une pénurie de moyens, que n'a pas connu la génération précédente. Les amphithéâtres surchargés, où manquent les places assises, les travaux dirigés où les jeunes maîtres-assistants débutent leur cours par la recherche de tables et de chaises dans des locaux souvent nouveaux (Nanterre, Orsay, Censier, Jussieu, Assas, pour la région parisienne) mais peu adaptés à l'utilisation de nouveaux moyens pédagogiques, et de plus rapidement saturés, les restaurants universitaires où piétinent des files d'attente interminables, des logements en nombre insuffisant, en région parisienne comme en province, tressent un quotidien que les grands discours « révolutionnaires » ne résolvent pas.
Intervenant lors du 18e Congrès du PCF, en janvier 1967, Guy Hermier, au-delà d'un bilan politique discutable (« L'UEC plus forte et plus influente que jamais ») cerne bien le problème étudiant : « près de 500 000 aujourd'hui, ils seront 700 000 en 1970 ». Les lycéens massivement dans la rue en mai 1968 ont aussi participé en nombre aux discussions entre professeurs et lycéens dans les établissements durant la grève. Demandeurs de démocratie et de participation, revendiquant le droit de vote à 18 ans (celui-ci est acquis en 1974 seulement), la seule organisation étudiante à leur proposer lors de l'année universitaire 1968-1969 de participer aux élections universitaires est l'UEC.
Au début de l'année universitaire 1969-1970, l'accession de Gérard Molina au secrétariat général de l'organisation étudiante communiste traduit dans les faits la nouvelle mue de l'UEC comme organisation à audience importante et porteuse de la rénovation du syndicalisme étudiant. Né en 1948, il succède aux « ancêtres » Guy Hermier, né en 1940, et aux « seconds » de celui-ci, Jean-Michel Catala, né en 1942, et Alexis Berelowitch né en 1943.
C'est la génération du « Baby-boom » qui accède aux responsabilités politiques. Nés en 1948 également, Alain Gresh, Pierre Zarka et Guy Konopnicki, nés en 1946-1947, Benoît Monnier et Roger Fajnzylberg, nés en 1949-1950, Jean-Pierre Hadji-Lazaro, René Maurice Dominique Vidal, Gilbert Wasserman font partie avec d'autres du Collectif national de l'UEC entre 1968 et 1973. Paradoxe apparent de l'histoire, plusieurs (Konopnicki, Fajnzylberg, Wasserman, R. Maurice) font leurs études à l'université de Nanterre, plus connue par la journée du 22 mars 1968 et l'un des initiateurs de celle-là, Daniel Cohn-Bendit, que par son bouillon de culture communiste, post soixante-huitarde. Intervenant à la tribune du 19e Congrès du PCF, tenu à Nanterre du 4 au 8 février 1970, Gérard Molina affirme que le nombre de étudiants qui adhérent à l'UEC a doublé en un an. À partir de 1970, le nombre d'adhérents de l'UEC, augmente régulièrement, profitant de la dynamique du programme commun de la gauche. En 1971, Molina est remplacé par Pierre Zarka au secrétariat général de l'UEC. Jean-Charles Eleb lui succède en 1973. Jusqu'en 1978, l'UEC profitera de la dynamique de l'union de la gauche pour se renforcer, un renforcement régulier jusqu'à la rupture du programme commun.
Le constat est probablement le même pour ce qui est des étudiants adhérents au Parti communiste : au congrès de Nanterre, ils sont 19 membres de l'UEC à y prendre part, parmi les 960 délégués. Soit 2 % des délégués... Ils n'étaient que 15 parmi les congressistes de 1967, soit 1,9 % de ceux-ci. Ils sont 42 en 1972, (dont 27 membres de l'Unef) à participer au 20e congrès du PCF, soit 3,4 % des participants. Ils sont 31 lors du 22e Congrès tenu en 1976 soit 2 % des congressistes, et encore 28 en 1979, au 23e Congrès soit 1,4 % des délégués (en 1982, le taux baisse à 1,1 %).
Un nombre important des animateurs de l'UEC du début des années 1970, se retrouvent après 1978 dans les appels à la rénovation du communisme. Mais c'est peut-être le destin des militants étudiants de l'UEC que cette difficulté à se normer.
Dans le contexte des débats politiques sur de l'actualisation du Programme commun des partis de gauche, sur la notion de « Dictature du prolétariat », et sur ce qui est appelé « Eurocommunisme », un courant dit « critique », à partir de 1977, prend la direction de la majeure partie de cercles de l'UEC (cercle Philo à la Sorbonne avec Gilbert Gazaillet, cercle Histoire à Villetaneuse avec Michel Renard) en s'alliant avec les « althussériens », à partir de la Sorbonne, dont le comité qui comprend André Comte-Sponville, Jean Salem, Jean-François Braunstein est présidé par Yves Roucaute, membre du collectif national, fondateur de l'Institut Gramsci, Vice-Président de l'UNEF, chef de file des « eurocommunistes » au sein de l'UEC. Appuyé par la revue Dialectiques de David et Danielle Kaisergruber, ce groupe organise, contre l'avis du PCF, des manifestations et des meetings, en particulier à la Sorbonne avec Louis Althusser, ou à la Mutualité, avec Otelo de Carvalho.
Ce qui conduit, en 1979, Guy Hermier à démettre les directions des cercles de l'université de Paris I, Paris II, Paris IV, de l'université de Villetaneuse, de Toulouse et de Lyon. Guy Hermier, considéré en 1965, puis en 1979, comme le « normalisateur » de l'UEC, devenu député de Marseille, est une figure de proue parmi les refondateurs du PCF à partir de 1988.
Gérard Molina s'oppose en 1976 à l'abandon de la « Dictature du prolétariat », Pierre Zarka, permanent éternel de la Jeunesse communiste après l'avoir été à l'UEC, passe plus tard dans la dissidence. Historien spécialisé dans le sujet « Communisme », Roger Martelli ancien contributeur du Nouveau Clarté, et Alain Gresh, se retrouvent parmi les alter-mondialistes. D'autres, comme Serge Lewisch, bientôt avocat des dissidents cubains, ont suivi Yves Roucaute au Parti socialiste, où il est devenu responsable national de la formation des cadres jusqu'en 1982, avant de devenir le théoricien du néo-conservatisme.
Beaucoup quittent le PCF sans faire de bruit. Très peu ont réussi à se mouler sans critique dans l'appareil politique du PCF pour lequel ils semblaient destinés. En cela la continuité de cette « génération » de l'UEC avec la précédente est étonnante. Il en est de même des adhérents de base. Certains indices semblent le montrer. Emmanuel Todd, militant à l'Unef-Renouveau en 1971, produit depuis plusieurs années des études souvent iconoclastes.

#### Les domaines d'intervention dans les années 1970
Une part de l'audience retrouvée par l'UEC après mai 1968 tient en son aptitude à se préoccuper de l'ordinaire de la vie étudiante. Alors que l'Union nationale des étudiants de France est paralysée par des luttes de pouvoir et déserte le terrain revendicatif, l'UEC relaie dès la rentrée universitaire 1968 les revendications « alimentaires » des étudiants : lutte pour des créations de postes d'enseignant, création de travaux dirigés, pour des locaux, extension des bourses d'études, prise en compte des étudiants salariés dans les grilles d'horaire. C'est dans cette optique qu'au début de l'année 1969 l'UEC initie au sein de l'Unef une « tendance organisée » apte à participer aux élections universitaires pour que les représentants étudiants soient présents dans les conseils de faculté institués par la réforme Edgar Faure, le ministre de l'Éducation nationale. Naît alors l'Unef pour son Renouveau. Le succès de cette stratégie tient au fait que la nouvelle organisation, à l'instar de la CGT sut accueillir des étudiants de gauche, non communistes, auxquels des postes de dirigeants sont proposés.
Mais les premiers dirigeants de cette tendance qui prend ensuite le nom d'Unef Renouveau sont issus de l'UEC.
En 1969 le leader de l'Unef renouveau est Benoît Monnier, ancien président de l'AGE-Unef d'Orsay. Lui succède l'année universitaire suivante Guy Konopnicki, secondé par Roger Fajnzylberg La tenue des élections universitaires en février-mars 1969 permet à l'Unef Renouveau d'être présent dans la plupart des conseils d'université.
Parallèlement la lutte pour la direction de l'Unef historique se poursuit de 1969 à 1971. La situation est bloquée et donne lieu à des interventions violentes. Malgré les votes internes de plus en plus favorables au renouveau, le Bureau national de l'Unef reste inamovible. Plutôt que de continuer cette situation stérile, la tendance Unef Renouveau, décide de se constituer en 59e Congrès de l'Unef. Il se tient à Paris, salle de la Mutualité, du 5 au 7 mars 1971. Il reçoit le soutien d'un appel d'intellectuels pour le renouveau de l'Unef où prennent place des personnalités issues notamment de la Résistance universitaire, tels Raphaël Feigelson, Louis Martin-Chauffier, François Lescure, Marcel Prenant, Denise Decourdemanche, des écrivains (Louis Aragon, Raymond Jean, Max-Pol Fouchet) et des universitaires de renom, tels le géographe Jean Dresch, l'historien Albert Soboul, le pédagogue Georges Snyders.
Au soir du 7 mars 1971, l'Unef (Renouveau) se dote d'une direction. Au nouveau bureau national, l'UECF est certes sur-représentée (Guy Konopnicki, Roger Fajnzylberg, Jean-Jacques Aublanc, René Maurice, Roger Martelli, Olivier Mayer, Gilbert Wasserman, etc.), mais sur les vingt-six membres du Bureau, les étudiants communistes ne sont que treize. Le secrétaire général, Yves Luchaire, étudiant en droit est un adhérent de la Convention des institutions républicaines, organisation très « mitterrandienne » et plusieurs autres membres, selon la même « alchimie » en cours alors dans le syndicalisme (telle qu'au Bureau confédéral de la CGT) sont des « sans parti ». Le 5 mars en soirée, le grand amphithéâtre de la Sorbonne, « plein à craquer », accueille les représentants des organisations françaises et internationales qui saluent le 59e congrès, dont Jean-Louis Moynot pour la CGT et des membres des délégations vietnamiennes qui à Paris, négocient avec les Américains.
En effet, une part importante de l'activité de l'UEC, comme de la plupart des organisations étudiantes d’extrême gauche, est consacrée au domaine international : l'organisation de manifestations et de campagnes d'aide matérielle aux peuples du Viêt Nam, du Laos et du Cambodge, campagnes contre les crimes du régime de Franco en Espagne, puis le 11 septembre 1973 soutien aux victimes de la dictature chilienne. L'originalité des étudiants communistes (et du mouvement de la Jeunesse communiste) tient en 1971-1972 à la défense d'une militante américaine Angela Davis, en faveur de laquelle est organisée une manifestation massive à Paris. L'UEC participe aussi activement aux Festivals mondiaux de la jeunesse démocratique, qui ont lieu en 1973 à Berlin et en 1978 à Cuba.

### L'UEC, éléments d'histoire récente, de 1975 à l'an 2000
Le récit historique nécessite des bornes qui ne sont que convention. L'histoire du temps rapproché a le risque de n'être que chronique. Pour l'UEC, il a été constaté le hiatus entre la prolixité historienne avant 1968 et le silence étonnant sur les années qui suivent. La question de la relation entre le Parti communiste et l'Union des étudiants se pose différemment en 2000, par rapport à 1960. Ainsi remarque-t-on que Pierre Laurent, futur secrétaire général du Parti communiste, a été secrétaire national de l'UEC. Sa prédécesseure, Marie-George Buffet, avait été étudiante communiste en histoire-géographie. La configuration était impensable dans les années soixante où primait la promotion des ouvriers.
Le parcours de Guy Hermier, agrégé de lettres, élu au Bureau politique dès 1972, dirigeant du communisme marseillais à partir de 1978, année de sa première élection de député des Bouches-du-Rhône, était significatif des mutations en œuvre. De même, l'élection au Parlement européen en 1999 de Yasmine Boudjenah, dirigeante de l'UEC entre 1994 et 1997, sur la liste conduite par Robert Hue montrerait que contrairement à la vulgate historienne post soixante-huitarde, le communisme perdure dans les générations étudiantes qui se succèdent jusqu'à aujourd’hui. Mais il est vrai aussi que le déclin et les querelles intestines du PCF et de ceux qui se réclament du mot « communisme », tendraient à minimiser l'intérêt de l'observation. Reste aux organisations syndicales ou politiques quelles qu'elles soient à garder traces pour les historiens futurs. Il semble en 2011 qu'il soit plus aisé de connaître les activités et débats des années 1960, 1970, grâce aux archives « papier », que d'approcher les mouvements de 1986 contre la loi Devaquet, ou plus proches, les mouvements étudiants de 1995 ou 2006.

### L'UEC de 2000 à 2010
En 2001 la page ouverte en 1971 se clôt. L'Union nationale des étudiants de France, dont la Présidence, depuis le Congrès refondateur du syndicalisme étudiant (mars 1971, Paris-Palais de la Mutualité), a été tenue de façon constante, semble-t-il, par des étudiants (et plus singulièrement des étudiantes) membres de l'UEC, se réunifie. Au risque que le syndicat devienne ou redevienne le terrain d'affrontements politiques, cette unité permet une meilleure lisibilité du syndicalisme étudiant. Le vaste mouvement contre le Contrat première embauche (CPE) au printemps 2006 en serait l'illustration[réf. nécessaire].
L'UEC est, depuis les années 2000, une des seules associations politiques étudiantes présentes au niveau national, avec ATTAC Campus. Elle n'est pas un syndicat étudiant et par conséquent ne se présente pas aux élections étudiantes en tant que telle. Cependant lors des élections étudiantes de décembre 2005 à Aix-Marseille I, l'UEC a présenté une liste qui a recueilli plus de 15 % des suffrages et a fait élire un vice-président UEC.
L'activité de l'UEC consiste à contribuer au débat politique, en organisant des débats, réalisant des enquêtes et en informant au moyen de campagnes d'affichage et de distribution de tracts, ainsi qu'à l'action collective dans l'enseignement supérieur, en organisant des actions sur différentes thématiques ou en prenant part aux mouvements étudiants.
L'UEC a lancé en février 2005 une campagne autour d'un projet de « loi pour la réussite dans l'enseignement supérieur », dont le but est la réalisation d'une loi proposant une alternative construite au projet libéral pour l'enseignement supérieur, et notamment au processus de Bologne qui a conduit aux réformes LMD et au projet de loi de modernisation de l'Université (LMU, aujourd'hui « autonomie des universités »).
L'UEC prend également part aux mouvements étudiants, notamment ceux contre la réforme Licence-Master-Doctorat (LMD) en 2003, ou encore au mouvement anti-CPE en 2006, participant notamment au collectif Stop CPE des organisations de jeunesse. En juin 2006, il participe au collectif Unis contre l'immigration jetable et à la création du Réseau université sans frontière. L'UEC participe également en 2007 au mouvement contre la loi LRU, via le CECAU (collectif des étudiants contre l'autonomie des universités).
À la suite des réformes universitaires de l'époque, en particulier la « masterisation », le décret sur le statut des enseignants-chercheurs et le statut des doctorants, l'UEC participe activement à la mobilisation de l'hiver et du printemps 2009, tout en rappelant son exigence de la lutte contre la LRU. Elle est également signataire des appels européens : Vague européenne et Printemps 2010, qui s'opposent aux réformes européennes issues du Processus de Bologne.

### La scission de 2020
Les 24 et 25 octobre 2020, se tient une conférence nationale de l'UEC réunissant une minorité des membres de l'Union des étudiants communistes. Lors de cet événement, la conférence décide de la reconduction de la direction sortante de l'UEC en dépit des statuts du Mouvement Jeunes Communistes de France (dont l'UEC est la branche étudiante),. L'assemblée nationale des animateurs du MJCF se tient les 31 octobre et 1er novembre 2020, 150 délégués décident de renouveler la direction de l'UEC, et élisent Jeanne Péchon comme secrétaire nationale de l'Union des étudiants communistes,. Le Parti communiste français (PCF) reconnaît l'élection de Jeane Péchon comme secrétaire nationale.
La direction sortante et la direction renouvelée mènent des activités en parallèle,. La direction renouvelée avec à sa tête Jeanne Péchon utilise L'Avant-Garde comme moyen de communication et la direction sortante menée par Anaïs Fley utilise Clarté.
Dans une interview d'Anaïs Fley donné au journal Libération daté du 16 mars 2021 il est indiqué qu'elle est « ancienne secrétaire nationale de l’Union des étudiants communistes ».

## Publications
- Clarté : issu du journal Clarté universitaire (1922-1924), publié d'abord par les étudiants communistes de Paris de 1947 à 1956 puis par l'Union des étudiants communistes de 1956 à 1965
- Le nouveau Clarté : de 1965 à 1996 (mensuel ou bimensuel)
- Clarté est reparu en 2006, édité par les étudiants communistes de Paris. Deux numéros seulement ont été publiés
- En 2010 l'UEC lance un nouveau journal : Camarades de classe.
- Le 2 juin 2020, l'UEC relance Clarté sous une version numérique[123].

### De 1939 à 2022, les secrétaires nationaux
| Liste des secrétaires nationaux de l'UEC par ordre chronologique : | Liste des secrétaires nationaux de l'UEC par ordre chronologique :                                     |
| ------------------------------------------------------------------ | --- |
| 1939                                                               | Pierre Hervé                                                                                           |
| 1939-1940                                                          | Yvon Djian                                                                                             |
| 1940 (juillet - novembre)                                          | Francis Cohen, François de Lescure, Suzanne Djian, (« triangle de direction clandestine collective »), |
| 1940 (décembre) - 1942                                             | Léon Lavallée, Suzanne Djian, Pierre Noel                                                              |
| 1942-1945                                                          | Pierre Kast                                                                                            |
| 1944-1945                                                          | Guy Besse                                                                                              |
| 1956-1957                                                          | Serge Magnien                                                                                          |
| 1957                                                               | Jean Deroche.                                                                                          |
| 1957-1958                                                          | Claude Deydié                                                                                          |
| 1958-1959                                                          | Claude Kastler                                                                                         |
| 1959-1961                                                          | Philippe Robrieux                                                                                      |
| 1961-1962                                                          | Jean Piel,                                                                                             |
| 1962-1964                                                          | Alain Forner                                                                                           |
| 1964-1965                                                          | Pierre Kahn                                                                                            |
| 1965-1967                                                          | Guy Hermier                                                                                            |
| 1967-1969                                                          | Jean-Michel Catala                                                                                     |
| 1969-1971                                                          | Gérard Molina                                                                                          |
| 1971-1973                                                          | Pierre Zarka                                                                                           |
| 1973-1976                                                          | Jean-Charles Eleb                                                                                      |
| 1976-1979                                                          | Francis Combes                                                                                         |
| 1980-1982                                                          | Patrice Dauvin                                                                                         |
| 1982-1985                                                          | Pierre Laurent                                                                                         |
| 1985-1987                                                          | Sabino Patruno                                                                                         |
| 1987-1991                                                          | Sylvie Vassallo                                                                                        |
| 1991-1994                                                          | Alain Raimbault                                                                                        |
| 1994-1997                                                          | Yasmine Boudjenah                                                                                      |
| 1997-1998                                                          | Nadège Magnon                                                                                          |
| 1998-2000                                                          | Pierre Garzon                                                                                          |
| 2000-2002                                                          | Olivier Valentin                                                                                       |
| 2002-2004                                                          | Vincent Bordas                                                                                         |
| 2004-2006                                                          | Manuel Blasco                                                                                          |
| 2006-2009                                                          | Igor Zamichiei                                                                                         |
| 2009-2010                                                          | François Delalleau                                                                                     |
| 2010-2012                                                          | Marion Guenot                                                                                          |
| 2012-2015                                                          | Hugo Pompougnac                                                                                        |
| 2015-2016                                                          | Matthieu Bauhain                                                                                       |
| 2016-2019                                                          | Antoine Guerreiro                                                                                      |
| 2019-2020                                                          | Anaïs Fley,                                                                                            |
| 2020-2022                                                          | Jeanne Péchon,                                                                                         |
| 2022-2025                                                          | Léna Raud                                                                                              |
| 2025-                                                              | Camille Mongin                                                                                         |
|                                                                    | |

### Liste des congrès et conférences nationales de l'UEC

#### 1936, conférence des étudiants auVIIIeCongrès de la Jeunesse communiste
La première journée du Congrès de Marseille de la Fédération des Jeunesses communistes (19-22 mars 1936) est consacrée à des conférences spécifiques pour les ruraux, la jeunesse ouvrière, les jeunes filles, et les étudiants Les thèmes abordés par la cinquantaine d'étudiants rassemblés, sous les houlettes de Aimé Albert, « dirigeant des étudiants communistes » et de Pierre Hervé « des étudiants communistes de Paris » sont :
- comment disputer victorieusement le terrain corporatif aux « fascistes ».
- comment assurer le succès des revendications
- comment lutter pour la paix et diffuser la « doctrine marxiste »

#### 1939-1956: trois conférences fondatrices
L'UEC, créée en 1939, n'a connu qu'une seule conférence nationale, constitutive, avant la Seconde Guerre mondiale. Reconstituée en 1944-1945 régionalement, puis au niveau national en février 1945, l'UEC ne survit pas à la création de l'Union de la Jeunesse Républicaine de France. L'existence d'une UJRF « étudiante » est attestée par le témoignage d'Annie Kriegel, responsable parisienne des « cercles de facultés », qui souligne l'échec de « la maigre extension de ses bases idéologiques et de ses effectifs ». Conscient du manque d'une organisation étudiante communiste, le Parti communiste organise à Paris les 22 et 23 mars 1948, une « première Conférence nationale des communistes étudiants des universités et élèves des grandes écoles » Mais l'initiative, venue d'en haut, est sans lendemain immédiat. Deux photographies illustrent le numéro de Clarté. L'une montre la tribune et légende : on reconnaît (…) G. Cogniot, A. Besse, L. Figuères, A. Marty, R. Guyot et R. Calas. Aucun étudiant n'y est mentionné, ni visible. Les étudiants apparaissent dans « une vue de la salle », le second cliché, et maigrement dans le compte-rendu La conférence de reconstitution de l'UECF en octobre 1956 ne se présente que « réunion », lançant un appel aux étudiants. Mais il y a lieu de la tenir comme conférence, car elle rassemble des étudiants venus de 15 villes universitaires, constitue en son sein un bureau national provisoire et se fixe l'objectif d'élaborer un document d'orientation.
Jusqu'en 1968, l'UECF tient 11 congrès, au rythme d'un par année. Ce rythme soutenu n'empêche pas la réunion d'une Conférence nationale et de conseils nationaux, dont certains renouvellent la direction. Ainsi en septembre 1959, c'est à l'issue d'un conseil national que Philippe Robrieux est nommé secrétaire général de l'UEC À partir d'avril 1968, le renouvellement des directions et les changements de statuts se font soit lors de la séance étudiante des congrès du MJCF (voir la liste des congrès du MJCF), soit lors de conférences nationales propres à la seule UEC et intermédiaires entre les congrès
| Liste des congrès et conférences nationales de l'UEC | Liste des congrès et conférences nationales de l'UEC                                                              |
| ---------------------------------------------------- | --- |
| 1er et 2 avril 1939                                  | Conférence nationale constitutive des Étudiants communistes de France (Ivry-sur-Seine)                            |
| 22 & 23 mars 1948                                    | Première Conférence nationale des « communistes étudiants des universités & élèves de toutes nos écoles » (Paris) |
| 28 octobre 1956                                      | Assemblée reconstitutive de l'Union des étudiants communistes (Paris)                                             |
| 15 - 17 mars 1957                                    | Ier Congrès (constitutif)                                                                                         |
| 22 - 23 février 1958                                 | IIe Congrès |
| 28 février & 1er mars 1959                           | IIIe Congrès, salle de la Maison des métallurgistes, rue Jean-Pierre Timbaud, Paris 11e.                          |
| 27 & 28 novembre 1959                                | Conférence nationale (salle de la Mairie de Gentilly) sur le thème, Sauvegardons l'Université.                    |
| 17 - 19 décembre 1960                                | IVe Congrès (Ivry-sur-Seine)                                                                                      |
| 29 - 30 mars 1962                                    | Ve Congrès (Arcueil)                                                                                              |
| 21 - 24 février 1963                                 | VIe Congrès (Châtillon)                                                                                           |
| 5 - 8 mars 1964                                      | VIIe Congrès (Palaiseau).                                                                                         |
| 4 - 7 mars 1965                                      | VIIIe Congrès (Montreuil)                                                                                         |
| 31 mars - 3 avril 1966                               | IXe Congrès (Nanterre)                                                                                            |
| 14 - 16 avril 1967                                   | Xe Congrès (Villejuif)                                                                                            |
| 4 - 7 avril 1968                                     | XIe Congrès (Montreuil)                                                                                           |
| 1er & 2 novembre 1969                                | Conférence nationale (Malakoff)                                                                                   |
| 22 - 24 avril 1970                                   | Conférence nationale (Ivry-sur-Seine)                                                                             |
| 17 - 19 décembre 1971                                | Conférence nationale (Ivry-sur-Seine)                                                                             |
| 2 & 3 mars 1974                                      | Conférence nationale (faculté d'Orsay (Essonne))                                                                  |
| (de 1975 à 2005)                                     | Période dont les renseignements sont manquants ou incomplets                                                      |
| mars 1997                                            | Conférence nationale (Nanterre)                                                                                   |
| février 2005                                         | Conférence nationale (Paris)                                                                                      |
| février 2009                                         | Conférence nationale (Paris)                                                                                      |
| 24-26 février 2012                                   | Conférence nationale, Paris (Place du Colonel-Fabien)                                                             |
| 25-27 novembre 2016                                  | Conférence nationale, Paris (Place du Colonel-Fabien)                                                             |
| 24-25 octobre 2020                                   | Conférence nationale, Créteil (Maison des Syndicats) (Non reconnue)                                               |

#### Avril 1939, le bureau national de l'UECF
L'historien Jacques Varin transcrit dans le tome 1 de l'histoire de la Jeunesse communiste une liste des membres du Bureau national de l'UEC établie selon la mémoire de Francis Cohen. La source est unique. Mais elle semble fiable, sauf omissions possibles. L'âge mentionné est celui qu'ils ont en 1939.
- Emma Choury, 23 ans, née en 1916 à Ajaccio, étudiante en médecine (dentaire). Née Périni, elle est une des sœurs de Danielle Casanova, mariée (en 1936) au militant Maurice Choury.
- Francis Cohen, 25 ans, né en 1914 à Paris, étudiant en sciences naturelles. Secrétaire à l'organisation.
- Jean Daudin, 27 ans, agrégé de physique, né en 1912 à Paris.
- Yvon Djian, 20 ans, né en 1919 en Algérie, étudiant en lettres à Paris.
- Robert Faure, 21 ans, né en 1918 à Clermont-Ferrand, étudiant en sciences (Mathématiques)
- Pierre Hervé, 26 ans, né 1913, dans le Finistère, étudiant en philosophie. Secrétaire national.
- Maurice Laban, 25 ans, né en 1914 à Biskra (Algérie), étudiant en chimie[164].
- Pierre Lamandé, 21 ans, né en 1918 à Paris, étudiant en agronomie.
- Yves Moreau, 21 ans, né en 1918, étudiant germaniste.
- Henri Rack, 22 ans, né en 1917 à Paris[165], étudiant en pharmacie.
- Olivier Souef, 18 ans, né en 1921 à Paris (14e), responsable des lycéens communistes, étudiant en lettres[166].
- Paul Théanor, né en Martinique, étudiant en Pharmacie.

#### Juillet 1956,XIVeCongrès du PCF, Appel à la Jeunesse de France
Le XIVe Congrès national du Parti communiste décide de tout mettre en œuvre pour l'existence en France d'un puissant mouvement des jeunes tournant leurs yeux vers le communisme. À cet effet, trois organisations indépendantes de la jeunesse (…)
- Pour les élèves des facultés et grandes écoles, l'Union des étudiants communistes de France (…) et son journal « Clarté ».

#### 28 octobre 1956,53 étudiantsmembres du PCF s'adressent aux étudiants
Le 28 octobre, salle des Sociétés savantes à Paris, une cinquantaine d'étudiants communistes venus des quatre coins de la France, reprenant l'appel du XIVe Congrès du Parti communiste français, ont voulu s'adresser aux étudiants de France. Ils ont discuté les termes de l'Appel aux étudiants, (…) et leur proposent de venir les rejoindre aux côtés de la classe ouvrière pour participer à la lutte que celle-ci mène contre la domination de la bourgeoisie.
Ainsi est relancé l'Union des étudiants communistes de France. Publié par Clarté, qui depuis 1947-1948 est l'organe des étudiants communistes de Paris, cet appel voisine avec un éditorial titrant : À bas la guerre, explicité en seconde page : Paix en Égypte (Il s'agit de l'intervention franco-britannique à Suez), Paix en Algérie.
53 étudiants signent nommément cet appel, acte de naissance de l'UECF. 19 proviennent de l'Université de Paris, 5 de l'université de Grenoble, 4 d'Aix-Marseille, 4 de Nancy, 3 de Bordeaux, de Montpellier, de Strasbourg, etc.
Un Bureau national provisoire est nommé. Il comprend :
- Serge Magnien, 27 ans (Beaux-Arts) secrétaire national
- 7 autres étudiants : Guy Bois, 22 ans (Histoire), Jean Deroche, 25 ans, (Beaux-arts), Annette Hog (Géographie), Gérard Le Demnat (Sciences), Claude Quin, 23 ans (Économie politique), Roland Rappaport (Droit), Christiane Singher (Psychologie)[169].

#### Mars 1957,IerCongrès, direction de l'UECF
Les membres du secrétariat sont : Claude Deydier (Paris Sciences politiques) secrétaire national, Jésus Ibarola (Droit, Grenoble) secrétaire national adjoint, François Fenal (Paris, Sciences politiques) rédacteur en chef de Clarté.

#### Février 1958,Deux ans: plus de rage de dents...
C'est sous ce titre que Clarté rend compte du 2e Congrès. 
Le bureau national compte 19 membres :
- Claude Deydier, secrétaire national est réélu avant qu'il ne parte à l'Armée.
- Claude Kastler (fils du physicien Alfred Kastler) est élu secrétaire national adjoint
- François Fenal est le rédacteur en chef de Clarté élu au Congrès. En septembre 1958 lui succède Michel Nicoletti.
- Les autres membres sont : Bernard Andreu (Droit), Armand Bajer (Médecine), Serge Depaquit, Jean Deroche (Beaux-arts), Paul Estrade, Alain Forner (Paris-Lettres), Alain Guille, François Hincker, René Moustard, Marc Rebière, Philippe Robrieux, Alain Roux, André Senik, Christiane Singher, Guy Tissier.

#### Mars - avril 1959,IIIeCongrès de l'UECF: le «BN»
Le Bureau national, élu au terme du 3e Congrès comprend
- Claude Kastler, (Paris Lettres langues) secrétaire national
- Philippe Robrieux, (Paris Lettres histoire) secrétaire national adjoint
- Jean Schalit, (Paris Droit) rédacteur en chef de Clarté,
- 17 autres membres : Armand Bajer (Paris Médecine), Gérard Barbiéri (Paris-Science), Jean Calas (Paris Médecine), Claude Constantin (Paris Sciences), Serge Depaquit (administratif), Paul Estrade, Alain Forner (Paris Lettres histoire), Alain Guille, François Hincker (Paris Lettres histoire), André Mitra, René Moustard (Paris ENSEP), Michel Nicoletti (Paris Lettres), Jean Piel (Paris ENS), Jeannette Senlis (Pienkny)(Paris Lettres), André Sénik (Paris Lettres), Guy Tissier, Micheline Tissier,

#### Décembre 1960,IVeCongrès de l'UECF: le bureau national élu
Tenu à Ivry, du 17 au 19 décembre 1960 le IVe Congrès annonce « près de 3 000 adhérents ». Le Comité national est élu à l'unanimité. Parmi plus de 80 membres, on note deux noms : Michel Cardoze, de Bordeaux, Guy Hermier, de Montpellier Le Bureau national élu comprend 19 membres :
- Jean Piel (Paris ENS) est le nouveau secrétaire général.
- Alain Forner (Paris, Lettres) est secrétaire général adjoint
- André Sénik (Paris, Lettres) est le rédacteur en chef de Clarté.
- Les autres membres du BN sont : Gérard Barbiéri (Paris, Sciences), Jean Calas (Paris, Médecine), Jean Carpentier (Paris, médecine), Simone Deleuze (Paris ENS), Serge Depaquit (secteur administratif), Daniel Derivery (Paris, Droit), Jean-Claude Guérin (Paris, Lycées), Pierre Kahn, Paris, Lettres. Jean-Michel Le Contel (Paris, Sciences), Henri Mugnier (Paris, grandes écoles), Michel Nicoletti (Paris, Lettres), Frédérique Piel (Paris ENS), Philippe Robrieux (Paris, Lettres), Jeannette Senlis (Paris, Lettres), Jean Valentin (Paris, Lettres)

#### Février 1963,VIeCongrès de l'UECF
Le VIe Congrès de l'organisation étudiante se tient à Châtillon, du 21 au 24 février 1963. C'est lors de ce Congrès que l'UEC bascule officiellement dans une opposition à la direction du PCF. Celui-ci est représenté par Roland Leroy, qui suit les travaux et qui assiste, muet officiellement et impuissant au vote du programme de l'UEC par 249 « pour », 9 « contre », et 61 abstentions. Alain Forner place pourtant son intervention politique sous une référence appuyée au « numéro Un » de l'Union soviétique, Nikita Khrouchtchev. De même, parmi les intervenants externes, dont Jacques Kergoat des étudiants PSU, et le « professeur » Jean Bruhat, deux de ceux-ci sont particulièrement distingués et applaudis : le représentant de la Jeunesse communiste italienne et le secrétaire général adjoint du Parti communiste, Waldeck Rochet, « accueilli par une très longue ovation ». La direction élue est la suivante (aucun « minoritaire » n'y figure) :
- Alain Forner (Paris-Lettres), secrétaire général
- Jean Crubellier (Paris-Lettres), secrétaire général adjoint
- Pierre Kahn (Paris-Lettres), rédacteur en chef de Carté
- Guy Tissier, secrétaire administratif, gérant de Clarté
- Nicolas Mugnier (Nice), secrétaire administratif
- Bureau national : André Antolini (Paris-Droit), Nelly Barbieri (Paris-Beaux-arts), Beaurepaire (Paris-ENS), Yves Buin (Paris-Médecine), Cymerman (Paris-Lettres), Jean-Claude Guérin (Paris-Lettres), Kerfourn (Paris-Droit), Jean-Paul Malrieu (Paris ENS), Marie-Noëlle Thibault (Paris-Lettres), Jean-Claude Pollack (Paris-Médecine), Bruno Queysanne (Paris-Lettres), Michel Remacle (Paris-Grandes-écoles), Rotbart (Paris-Grandes-écoles), Schwartz (Paris-Grandes-écoles), Georges Waysand (Paris-Grandes-écoles)

#### Les rapports UEC-PCF, 1964-1970, indépendance ou satellite?
L'histoire de l'UEC montre qu'entre l'organisation étudiante et le parti politique les liens sont autrement complexes qu'une indépendance proclamée de part et d'autre. La plupart des historiens fait disparaître l'UEC en 1966, voire 1965. Encore en 2008, les ouvrages consacrés au Mai 1968 français, ignorent la descendance singulière de l'UEC au-delà de l'année 1968 Pas un mot n'est écrit sur l'UEC réelle d'après 1968, sur sa composition : bon nombre d'étudiants et plus encore de lycéens manifestants « gauchistes » de mai et juin 1968 se retrouvent dans l'UEC dès la rentrée universitaire 1968[réf. nécessaire], mais aucune étude sociologique n'a abordé cet aspect qui fait de l'UEC en 1969-1975 une organisation des plus massives[réf. nécessaire] dans la jeunesse étudiante...
Pour ce qui est de la « crise de l'UEC » entre 1963 et 1966, la définition de l'UECF cristallise les éléments du débat.
- Le rapport de Pierre Kahn, en mars 1964, lors du VIIe Congrès de l'UEC[180] exprime la position de la direction (dite « italienne ») sortante : « L'existence d'une organisation indépendante d'étudiants communistes aux côtés du Parti communiste et sous sa direction politique : l'expérience a montré que (…) la création et le développement de cette organisation sont amplement bénéfiques. (…) Il résulte que la ligne de l'UEC s'inscrit nécessairement et pour sa part dans l'élaboration de la stratégie du mouvement communiste international, que nous devons l’élaborer en participant activement, pleinement et en prenant position dans le débat ouvert, débat qu'aucune organisation communiste sérieuse ne peut éviter. »
- Roland Leroy[181] reprend les deux termes et… « botte en touche » : « Pour sa part le Parti communiste français ouvre ses rangs aux étudiants qui entendent agir pour le triomphe de la cause du socialisme, du communisme, qui acceptent son programme et ses statuts. Ils les appellent à continuer de travailler avec les étudiants non membres du Parti, dans l'Union des étudiants communistes, organisation indépendante, qui constitue avec trois organisations « sœurs » le Mouvement de la jeunesse communiste ».
- Le problème non réglé en 1964, rebondit au cours du VIIIe Congrès en 1965, mais il s'est radicalisé. Une motion défendue par deux anciens secrétaires nationaux de l'UEC, Alain Forner et Philippe Robrieux[182] propose de définir l'UECF comme « une organisation marxiste-léniniste (révolutionnaire), ouverte à tous les étudiants d'accord avec ses buts fondamentaux, jouissant de sa pleine indépendance, (…) qui lutte aux côtés du parti communiste français, avant-garde de la classe ouvrière, pour la révolution et pour l'avènement du communisme en France et dans le monde ».
- Les statuts de l'UECF adoptés un an plus tard, en 1966, lors du IXe Congrès[183] répondent : (article 1) « L'Union des étudiants communistes de France rassemble aux côtés du Parti communiste français tous les étudiants qui entendent agir pour la paix, la démocratie, le triomphe de la cause du socialisme, du communisme ». Plus loin (article 4), « héritière des traditions démocratiques de l'Université, l'UECF a été fondée pour permettre à tous les étudiants qui veulent (…) rejoindre la lutte des communistes, de participer aux côtés de la jeunesse ouvrière et du prolétariat, au combat contre le capitalisme, (…) Pour lier la lutte des étudiants à celle de la classe ouvrière et pour jouer son rôle d'école du communisme, l'UECF fonde sa politique sur celle du Parti communiste français ».
- Le rapport de Gérard Molina, à la Conférence nationale de l'UECF, tenue à Ivry, du 22 au 24 avril 1970, reformule : « Définition de l'Union des étudiants communistes. Toujours plus ancrée dans la masse des étudiants, (l'UEC) travaille à faire s'exprimer et à organiser tous ceux qui veulent lutter, aux côtés de la classe ouvrière, pour des changements démocratiques et socialistes. Organisation communiste de masse, l'UEC développe une activité propre, sur la base de la ligne politique du Parti communiste français, parti d'avant-garde révolutionnaire ».

#### 1964,VIIeCongrès, le Bureau national
Réunis à Palaiseau, les délégués du VIIe congrès se quittent le 8 mars 1964 sans connaître le nom des membres de la direction. Celle-ci est élu une semaine plus tard et comme le comité national est provisoire. Ce provisoire dure jusqu'au VIIIe congrès, un an plus tard. Le bureau national élu est constitué au prorata des « courants d'opinion » que le Congrès a mis au grand jour.
- Pierre Kahn (Paris Lettres) est secrétaire général
- Guy Hermier (Montpellier, secrétaire général adjoint
- Georges Waysand[185], (Orsay), secrétaire général adjoint
- Henri Vacquin (Paris Lettres), directeur gérant de Clarté
- Yves Buin (Paris Médecine), rédacteur en chef de Clarté.
- Parmi les autres membres du bureau national, on trouve Roland Castro (Paris Arts), Bernard Kouchner (Paris Médecine), Jacques Mornand (alias Frédéric Bon) (Paris Lettres).

#### Le Bureau national issu duVIIIeCongrès de l'UEC (1965)
Réuni à Montreuil en 1965, le Congrès est animé, mais consacre aussi le triomphe de la stratégie mise sur pied par la direction du PCF[réf. nécessaire].
Le bureau national constitué permet l'accession aux responsabilités d'une équipe dévouée au soutien de la direction du PCF.
- Guy Hermier, (Paris-lettres) secrétaire général
- Jean-Michel Catala, (Paris-lettres) secrétaire général adjoint
- Serge Goffard, (Paris-lettres) rédacteur en chef du Nouveau Clarté[187].
- Parmi les autres membres du BN, on trouve[188] Michel Cardoze (Bordeaux), Axel Kahn (Paris-Médecine), Robert Linhart (Paris-ENS), Jacques Varin.

#### Le Bureau national, issu duIXeCongrès (1966)
- Une abondante documentation, de type idéologique, renseigne sur la période qui suit le VIIIe congrès de l'UEC. Le tome 1 du livre Générations[189] reprend sans trop de distance la littérature « trotskiste » qui a imposé sa lecture des événements. En janvier 1966, à la suite de l'élection présidentielle de décembre 1965, de nombreux politologues interprètent le ralliement du PCF à la candidature de François Mitterrand comme une marque de l'ouverture du-dit Parti sous l'influence de Waldeck Rochet mais le Comité national de l'UEC décide de dissoudre le « Secteur Lettres » parisien dont les dirigeants avaient refusé cette candidature. En l'occurrence le « sectarisme » des uns passait pour de la démocratie, et l'application rugueuse de l'ouverture politique transformait Roland Leroy, Guy Hermier et les leurs en avatars du Stalinisme[190]. Les termes en lesquels La Méthode, organe des groupes fondateurs de la JCR, rend compte du IXe congrès de l'UEC, (« de profundis ! »), montrent que le reproche essentiel que les exclus portent à l'UEC n'est pas celui de la démocratie interne, mais l'orientation « ultra-droitière » du soutien inconditionnel à F. Mitterrand.
- En janvier 1966, une majorité des membres du Comité national de l'UEC vote, par 38 pour, 21 contre l'exclusion du Secteur lettres de Paris[191]. 18 membres (sur 60) du CN, dont 5 membres (sur 18) du Bureau national élu au VIIIe Congrès démissionnent[192].

Sont élus au BN après le Congrès :
- Guy Hermier (Paris-Lettres), secrétaire général
- Jean-Michel Catala (Paris-Lettres) & Alexis Berelovitch (Paris-Lettres), secrétaires généraux adjoints
- Serge Goffard (Paris-Lettres), rédacteur en chef du Nouveau Clarté
- Les autres membres sont : Hervé Arlin (Paris-Santé), Chich (Lyon), Jean-Claude Dufour (Paris-Droit), Alain Gaudric (Paris santé), Régine Gelbert (Paris-lettres), Marianne Gaudric (Paris-lycées), Denis Guenoun (Aix-en-Provence), Michel Jouet (Paris), Roland Lantner (Saint-Étienne), Claude Lelièvre (Lille), Robert Raspiengeas (Bordeaux), Pierre Roche (Paris-Lettres), François Roussel (Paris-Droit), Jacques Varin (Paris-Lettres).

#### 1969, les élections universitaires
Il est difficile en 2011 de mesurer l'impact de ces premières élections universitaires, instituées aussitôt clôt l'épisode étudiant de Mai 1968 en France. Le ministre de l'Éducation nationale Edgar Faure en créant des organismes « paritaires », où seraient représentés par voie d'élections tous les acteurs de l'Université, innovaient. La loi « Edgar Faure » dépassait le simple fait des élections, puisque le but de la Loi d'Orientation, votée le 10 octobre 1968 visait en cassant les structures centralisées existantes à insuffler de l'autonomie au sein d'un système universitaire, auquel enseignants et étudiants reprochaient peu de mois avant son antidémocratisme, et sa caste mandarinale.
Ces élections pour désigner des représentants dans les UER créées (Unités d'enseignement et de recherche) concernèrent le corps enseignant, le personnel technique et administratif et les étudiants. Les réactions furent tranchées au niveau étudiant. La direction de l'UNEF, les divers et multiples groupes se situant dans l'extrême-gauche non parlementaire (y compris le PSU) dénoncent ces élections, facteurs d'intégration, d'illusion, etc. Les organisations étudiantes classées à droite, ou réformistes, FNEF, CLERU (Comité de liaison pour la réforme universitaire), voire à l'extrême droite, comme le GUD (Groupe union droit) choisissent la participation. Fidèles à une longue tradition du Mouvement ouvrier et socialiste en France, les étudiants communistes, alors inorganisés en tendance syndicale structurée au sein de l'UNEF, décident la participation, pour ne pas laisser le terrain libre aux organisations de la droite à l'Université, autant que pour avancer les propositions du PCF en matière de réformes de l'enseignement. Le journal Le Monde tient durant l'hiver 1968-1969, puis en 1969-1970, une rubrique spéciale pour accueillir les résultats. L'Humanité fait de même Les titres évoluent au fur et à mesure des résultats. En effet ceux-ci étaient loin de montrer le succès des mots d'ordre d'abstention, au sein d'un milieu étudiant peu participatif : les élections de 1969 à la Mutuelle des étudiants auxquelles l'UNEF participe (sur Paris c'est Luc Barret, président de l'Unef qui conduit la liste « officielle », dite « Bureau sortant ») donnent à voir une participation bien plus faible. Mais les résultats ne montrèrent pas non plus une victoire éclatante de l'UNEF Renouveau. Celle-ci totalisait 100 000 voix sur la France, ce qui la plaçait en tête des organisations étudiantes, mais assez loin semble-t-il d'une franche majorité. Partout en effet le total des voix obtenues par l'ensemble des formations cataloguées de droite semble supérieur aux voix de la seule UNEF Renouveau. Il demeurait que tout juste née celle-ci montrait sa légitimité et sa représentativité.
- à la Sorbonne (Paris) (qui recouvre plusieurs centres universitaires : Censier, Institut de géographie, Sorbonne, instituts de langues) les résultats, où le pourcentage de votants varie selon la liste électorale (!) prise en référence[197] sont : 9 850 votants sur 24 634 inscrits, soit une participation de 39,45 %. Aucune globalisation des voix n'est possible car les résultats sont livrés en nombres de sièges pourvus, dans chaque UER. L'UNEF Renouveau obtient 78 des 184 sièges, soit 42,4 % de ceux-ci. Mais la réalité est difficile à cerner. L'UER d'histoire dénombre 2 598 inscrits, 1 436 votants, 55,27 % de participation 18 sièges pourvus, dont 8 pour l'UNEF renouveau, soit 44 %. Un élu y « vaut » environ 80 voix. L'UER de Philosophie annonce 2 984 inscrits, 617 votants, 20,6 % de participation, 7 sièges pourvus, dont 4 pour l'UNEF renouveau, soit 57 %. Mais un élu y vaut 88 voix. L'UER de psychologie annonce 778 inscrits, 350 votants, soit 44,9 %, 10 sièges pourvus, dont 9 UNEF renouveau. Un élu y « vaut » 35 voix. 
 Au total le CLERU, qualifiée par le journal de « droite réformiste » obtient 25 élus. Les 81 autres élus c'est-à-dire la majorité relative de ceux-ci sont 80 « modérés » ou « indépendants », un unique élu se rattachant à la FNEF.
- à Paris en Droit et sciences économiques, les résultats[198] divergent selon le niveau (UER ou Conseil de gestion). Ce dernier est lisible directement. 9 016 votants sur 26 000 inscrits, soit une participation de 38 %. Le CLERU (« tendance réformiste »)[199] obtient 2 112 voix et 10 élus, l'UNEF Renouveau (« gauche ») obtient 1 934 voix et 9 élus, la FNEF (« modérée ») a 1 447 voix et 7 élus, le GUD (« droite et extrême-droite ») récolte 1 048 voix et 4 élus, le REP (Rassemblement étudiant pour la Participation, « gaulliste ») obtient 1 046 voix et 3 élus, une liste intitulée « étudiants salariés » rallie 521 voix et a 2 élus.
- à la Faculté des Sciences de Paris[200], 6 458 étudiants votent sur 18 943 inscrits, soit 34 % de participation. 189 sièges sont pourvus sur les 292 sièges mis en compétition. Une liste « pour la cogestion » dirigée par l'Association corporative dite « modérée », obtient 45 % des suffrages et 106 sièges (soit 58 % de ceux-ci), les listes « université démocratique » (UNEF Renouveau, « souvent animées par des étudiants communistes »[201], obtient 30 % des voix et 55 sièges, et des listes indépendantes obtiennent 25 % des voix et 25 sièges.
- à la Faculté de Lettres de Nanterre[202], 5 377 étudiants participent au vote, pour 12 268 inscrits, soit 43,8 % de ceux-ci. L'UNEF Renouveau obtient 29 élus sur les 100 sièges pourvus, alors que Le CLERU en obtient 26[203]. Des listes « modérées » obtiennent 26 élus et une liste MARC 2000 (« de gauche ») en rallie 19. Les consignes de boycottage n'ont pas été suivies plus massivement à Nanterre que dans d'autres facultés, note-t-on[204]. L'UER de sociologie se distingue par 10,9 % de votants en premier cycle et 19,8 % dans le second cycle, mais elle ne compte que 182 inscrits dans l'un et 627 inscrits dans le deuxième. L'UER de Lettres enregistre une participation de 44,8 % parmi les 838 inscrits du premier cycle et de 43,7 % parmi les 2 262 inscrits du second cycle.

#### Avril 1970, Ivry, conférence nationale de l'UECF
Les 22, 23, 24 avril 1970 a lieu une Conférence nationale de l'UEC. Bien que depuis 1967, l'UEC soit tenue théoriquement d'organiser congrès en même temps que le Mouvement de la Jeunesse communiste, la pratique montre que par le biais de conférences nationales, régulières, l'UEC a gardé le rythme annuel de congrès qui n'en ont pas le nom. Ainsi en avril 1970, ce sont pas moins de 350 délégués qui délibèrent, dressent programme et élisent direction à Ivry-sur-Seine Le Parti communiste est représenté par deux de ses dirigeants, Paul Laurent et Jean Colpin, et le journal L'Humanité a envoyé le journaliste Charles Sylvestre, dont l'article publié le 24 avril s'intitule : « l'UEC deux après mai 1968 » Parmi les points de l'ordre du jour figurent le renforcement de l'UNEF-Renouveau. Le Congrès d'Orléans, de l'UNEF, tenu peu de jours avant la conférence nationale, a vu s'affronter trois groupes de délégués (Bureau sortant, trotskystes « lambertistes » et Unef-Renouveau), les deux premiers s'entendant sur un point commun : éviter par tous moyens l'accès des communistes à la direction du syndicat étudiant. À Ivry donc, en phase avec un Parti dopé par sa politique unitaire et en plein renouvellement, l'UEC renouvelle sa direction. Le Bureau national élu (19 membres), enregistre 3 départs pour cause de fin d'études : Herbert Axelrad (Paris médecine), Claude Gindin (Paris-Lettres), Jean-Jacques Potaux (Lille). Le nouveau Bureau national élu se présente ainsi :
- Gérard Molina (Paris-Lettres-philo) est réélu secrétaire général.
- Pierre Zarka (Paris-Lettres-histoire) est élu secrétaire général adjoint
- Dominique Vidal (Paris-Lettres-philo) est réélu rédacteur en chef du Nouveau Clarté
- Les 15 autres élus proviennent, pour 5 d'entre eux, de l'université de Nanterre : Gérard Bras, Roger Fajnzylberg, Guy Konopnicki, Joelle Marguerie, Gilbert Wasserman, 4 autres encore sont issus du Secteur Lettres de Paris (qui compte 7 membres du BN au total) : Jean-Pierre Hadji-Lazaro (Paris-Lettres-histoire), Michel Jouet (Paris-Lettres), Jacques Varin (Paris-Lettres-histoire), Michel Pommier (Paris-Lettres); les autres élus étant, Claudine Ducol (Tours), Jean-Pierre Gaudard (Nancy), Jacques Gozard (Tours), Alain Gresh (Paris-Sciences), Rose Katz (Paris-Médecine), Luc Muller (Strasbourg), Francis Saint-Dizier (Toulouse), Alain Wasmes (Nice).

#### Décembre 1970, Saint-Denis, congrès du Mouvement de la jeunesse communiste de France
Annonçant 70 000 adhérents, le congrès du Mouvement de la jeunesse communiste de France, réuni les 4, 5, 6 décembre 1970, élit une nouvelle direction, où le lorrain Roland Favaro est secrétaire général, assisté d'un secrétaire général adjoint qui se trouve être l'ancien responsable de l'UEC, Jean-Michel Catala. Le bureau national de ce mouvement qui regroupe quatre organisations (UJCF, UJFF, UJARF et UECF) compte 5 étudiants parmi les 19 autres membres qui le composent. Dans une séance propre aux délégués de l'UEC, sous un vaste calicot proclamant :
- La révolution a besoin des étudiants, les étudiants ont besoin de l'UEC.

est élu un « Collectif national de l'UECF », nouvelle appellation du Bureau national.
- Gérard Molina, Pierre Zarka, tous deux du Secteur Paris-Lettres, sont réélus
- Parmi les autres membres du « Collectif », on trouve Roger Fajnzylberg (Paris-Nanterre), Guy Konopnicki (Paris-Nanterre), Dominique Vidal (Paris Lettres), Gilbert Wasserman (Paris-Nanterre).

#### Décembre 1971, Ivry, Conférence nationale de l'UEC
360 délégués, participent les 18, 19, 20 décembre 1971 à une nouvelle Conférence nationale de l'UEC, qui peut être assimilée à un congrès. Gérard Molina quitte le secrétariat national de l'UEC après deux années décisives pour l'organisation étudiante. Depuis mars 1971, l'UNEF est redevenu un syndicat étudiant, l'UEC a acquis une audience non négligeable en milieu étudiant. Quittent également le Collectif national de l'UEC le nouveau Président de l'UNEF, Guy Konopnicki, le rédacteur en chef du Nouveau Clarté, Dominique Vidal et trois des provinciaux du Collectif sortant : Jean-Pierre Gaudard, Claudine Ducol, Alain Wasmes. Celui-ci devient correspondant de L'Humanité à Hanoï, où il vit les grands bombardements américains de 1972 C. Ducol et J-P Gaudard entrent en journalisme à L'Humanité. Le remaniement est donc d'importance, et la nouvelle direction est composée de :
- Pierre Zarka (Paris-Lettres), secrétaire national
- Bernard Floris (Paris-Lettres), rédacteur en chef du Nouveau Clarté[214] (Alain Gresh lui succède en septembre 1972)

Parmi les nouveaux membres : Olivier Meyer (Paris-Lettres), Olivier Schwartz (Paris ENS).

#### Le Collectif national de l'UEC, mai 1973
Du 17 au 20 mai, dans le cadre d'un congrès du Mouvement de la jeunesse communiste de France, tenu à Montreuil, la conférence des étudiants communistes donne lieu à un remaniement considérable de la direction de l'UEC. Une « génération » est reconstituée environ tous les cinq ans en milieu universitaire. Tel est le cas ici, sauf exceptions, comme pour l'ensemble des organisations politiques, syndicales, mutualistes.
- Jean-Charles Eleb (Paris 1-Droit/sciences « éco ») est le nouveau secrétaire national
- Ghislaine Povinha (Paris 4) est rédactrice en chef du Nouveau Clarté
- Patrice Carollo (Paris 1-Droit/sciences « éco ») est rédacteur en chef adjoint
- les autres membres du Bureau national sont : Joseph Benkemoun (Paris 9-Dauphine), Georges Bonopera (Paris 1-Lettres), Hélène Chambaz (Paris 11-Orsay), Jean Chambaz (Paris 6), Jean-Paul Clouse (Toulouse), Nathalie Colpin (Paris 4), Francis Combes (Paris 9, Sciences « po »), Philippe Demari (Paris 6), Danièle Dutil (Paris 7-Jussieu) (ancienne présidente de l'Union nationale des Comités d'action lycéens-UNCAL), Gilbert Flament (Paris 1-Droit/sciences « éco »), Alain Gresh (Paris 7-Jussieu), Lin Guillou (Paris1 Droit/sciences « éco »), Michel Laurent (Grandes écoles), Gilbert Leclerc (Paris 6), René Maurice (Paris 10-Nanterre) (Président de l'UNEF 1973-1976), Olivier Mayer (Paris 8-Vincennes) (Président de l'UNEF 1972-1973), François Perrin (Nice).

#### 1987, 1990 1996: hier, les étudiantes au pouvoir
- Le congrès tenu en mai 1987, à Ivry est le théâtre d'une révolution. « Pour la première fois dans l'histoire de l'UEC, une jeune femme (est) première secrétaire »[216]. Étudiante en maîtrise d'économie à Nanterre, Sylvie Vassallo, 24 ans, est élue secrétaire nationale de l'UEC.
- En 1990, Sylvie Vassallo est réélue aux fonctions de secrétaire nationale. Le secrétariat compte sept autres étudiants : Bruno Bessière, rédacteur en chef de Clarté, Fabien Fabbri, Philippe Guédu, Paule Masson, Alain Raimbault, Florence Sellini, Julien Zoughebi.
Au Collectif national qui compte 39 membres, les femmes sont au nombre de 16, soit 41 % de l'effectif.
- En 1996, le secrétariat de 8 membres atteint la parité. Yasmine Boudjenah qui a remplacé Sylvie Vassallo en 1994, est réélue secrétaire nationale. Dans le même temps la présidence de l'UNEF est une étudiante communiste, Marie-Pierre Vieu.